# Nostra Signora de La Salette

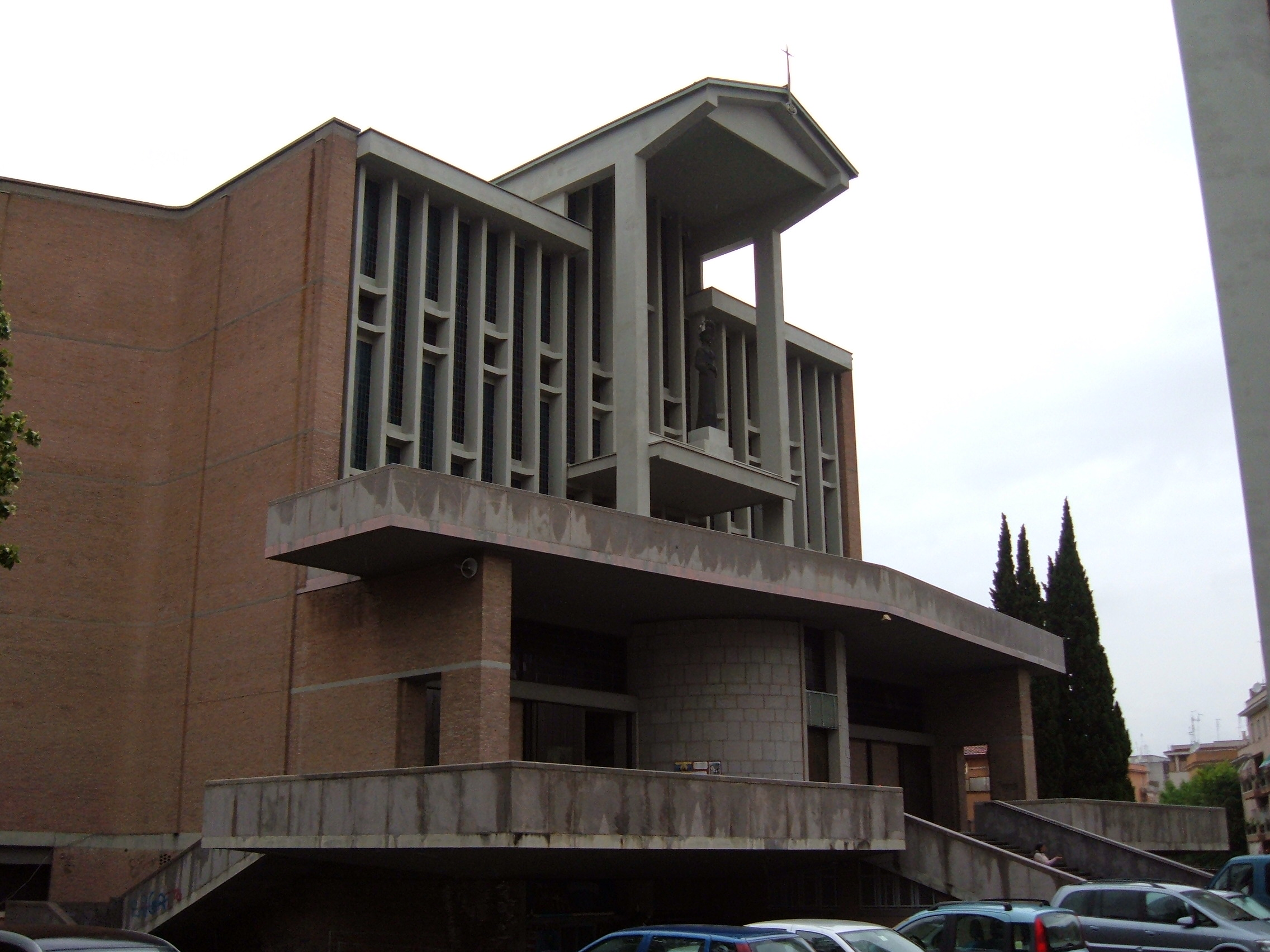
Vista da igreja.

Nostra Signora de La Salette é uma igreja titular de Roma localizada na Piazza Madonna de La Salette, no quartiere Gianicolense. É dedicada a Nossa Senhora de La Salette. O cardeal-presbítero protetor do título cardinalício de Nossa Senhora da Salette é Polycarp Pengo, arcebispo de Dar-es-Salaam, na Tanzânia.

## História
Esta igreja é sede de uma paróquia criada em 18 de junho de 1957 através do decreto "Neminem quidem fugit" do cardeal-vigário Clemente Micara e entregue aos cuidados dos Missionários de Nossa Senhora de La Salette ("saletianos"), proprietários do edifício. A obra foi baseada num projeto dos arquitetos Vivina Rizzi e Ennio Canino e só terminou em 1965. Em 29 de abril de 1969, o papa Paulo VI a elevou a sede do título cardinalício de Nossa Senhora da Salette.

### Antiga igreja
A partir da praça, é possível enxergar a fachada da antiga igreja perto do edifício da cúria-geral da congregação, fundada em 1896. Ela tem planta retangular com uma abside circular e dois corredores laterais na nave; a fachada é visível a partir do portão na praça. A estrutura é de tijolos. Ela é dominada por um grande painel retangular, que incorpora a porta de entrada e que se projeta acima da linha horizontal do resto da fachada. Há uma pequena janela central e, sobre ela, uma grande cruz branca que se estende até da porta mais abaixo até o topo da fachada.
Esta igreja foi sede da paróquia por um breve período, em 1957, mas se mostrou completamente inadequada e foi substituída pela nova igreja em 1965. Desde então, tornou-se novamente a capela privada da cúria-geral.

## Descrição

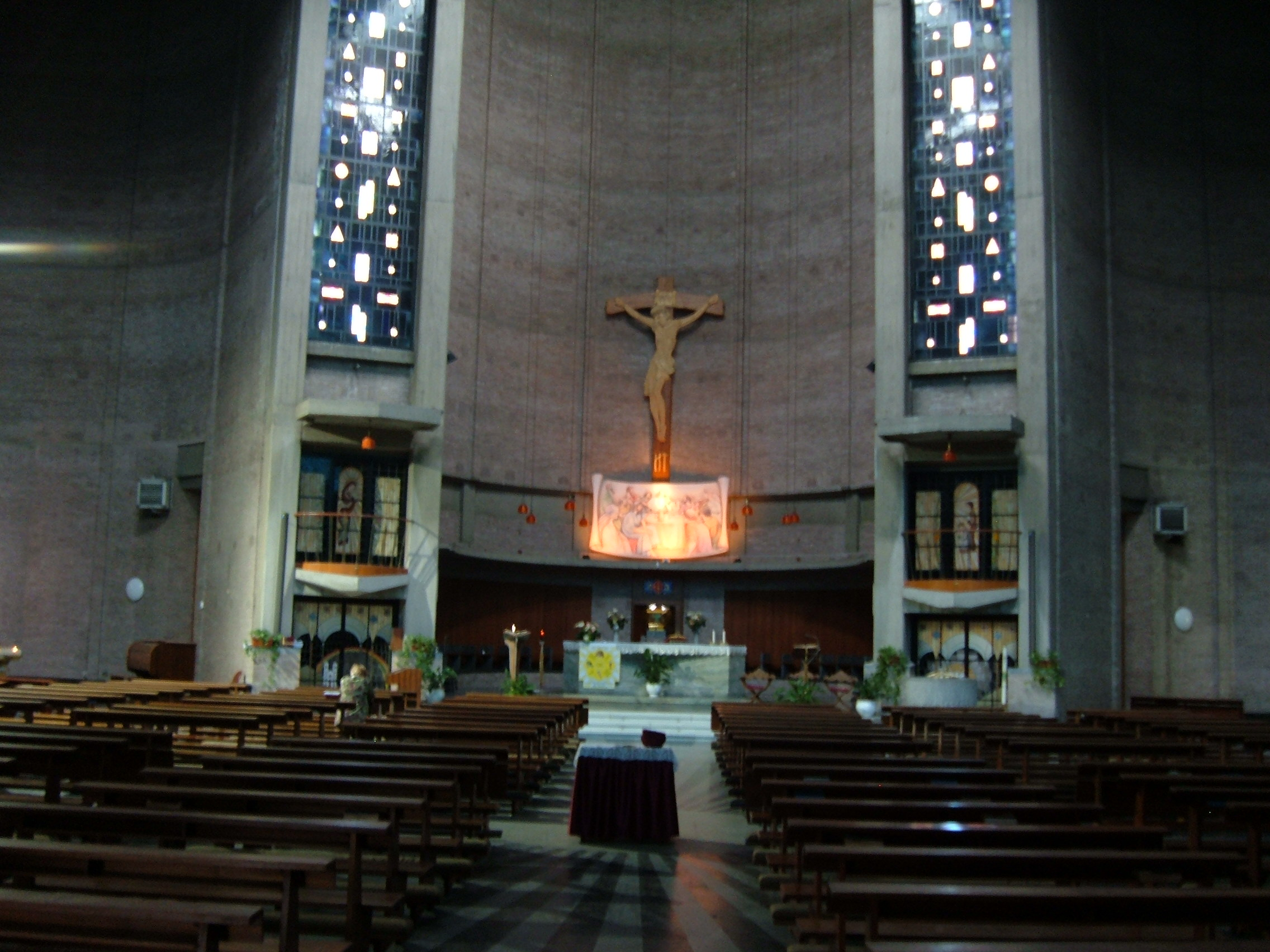
Vista do interior.

A fachada da igreja é precedida por uma grande escadaria e é subdividida em dois pisos: no primeiro está o portal de entrada e no segundo, altos vitrais que servem de fundo para uma estátua de Nossa Senhora de La Salette, aparecida em 1846 em La Salette, na França, abrigada sob uma espécie de baldaquino em concreto armado. Ao lado da igreja está um campanário, entre os mais altos de Roma (segundo Quercioli, com 52 metros de altura).
O interior tem uma planta central com paredes de tijolo que convergem, de forma sinuosa, no altar-mor. Na abside está um grande crucifixo de madeira e, de ambos os lados, estão vitrais em azul escuro e branco num padrão de formas geométricas que evocam a imagem da cruz.